# ラグンド
ラグンド（伊: Lagundo ; 独: Algund アルグント）は、イタリア共和国トレンティーノ＝アルト・アディジェ州ボルツァーノ自治県にある、人口約5,000人の基礎自治体（コムーネ）。

## 地理

### 位置・広がり
ボルツァーノ自治県中部、ブルグラヴィアート（ブルクグラーフェンアムト）地方 (Burggrafenamt) に属するコムーネ。メラーノから北西へ約2km、県都ボルツァーノから北西へ約26km、州都トレントの北約67kmの距離にある。

#### 隣接コムーネ
隣接するコムーネは以下の通り。
- ラーナ
- マルレンゴ
- メラーノ
- ナトゥルノ
- パルチーネス
- プラウス
- ティローロ

### 地勢
- 川: アディジェ川

## 行政

### 分離集落
ラグンドには、以下の分離集落（フラツィオーネ）がある。
- Foresta/Forst, Plars di Mezzo/Mitterplars, Plars di Sopra/Oberplars, Rio Lagundo/Aschbach, Riomolino/Mühlbach, Velloi/Vellau

### Comunità comprensoriale
ボルツァーノ自治県が設けた行政区画 Comunità comprensoriale では、ブルグラヴィアート / ブルクグラーフェンアムト  (Burggrafenamt) （中心地: メラーノ）に属する。
- ブルクグラーフェンアムト
- ブルクグラーフェンアムトのコムーネ（中心地メラーノは9）。ラグンドは1。

## 住民

### 言語
| 言語集団調査（2011年） | 言語集団調査（2011年） | 言語集団調査（2011年） | 言語集団調査（2011年） | 言語集団調査（2011年） |
| ---------------------- | ---------------------- | ---------------------- | ---------------------- | ---------------------- |
|                        |                        |                        |                        |                        |
| ドイツ語               | ドイツ語               |                        | 85.17%                 | 85.17%                 |
| イタリア語             | イタリア語             |                        | 14.58%                 | 14.58%                 |
| ラディン語             | ラディン語             |                        | 0.25%                  | 0.25%                  |

2011年に行われた、住民がドイツ語・イタリア語・ラディン語のいずれの「言語集団」に属するかの調査によれば（ボルツァーノ自治県#言語集団調査参照）、住民の約85%がドイツ語話者、約15%がイタリア語話者である。

## 姉妹都市
- Etzenricht、ドイツ